# 约翰·尼尔
约翰·尼尔（英語：John W. Neill，1934年5月15日—2019年8月21日），英国男子曲棍球运动员。他曾代表英国参加1960年、1964年和1968年夏季奥林匹克运动会曲棍球比赛，最好名次为1960年奥运会得第四名。